# Jabarrillo
Jabarrillo (en aragonés Chabarrillo)  es una localidad despoblada española de la comarca de la Hoya de Huesca que pertenece al municipio de Loarre en la provincia de Huesca, Aragón. Su distancia a Huesca es de 30 km.